# Heteromirafra
Heteromirafra és un gènere d'ocells de la família dels alàudids (Alaudidae ).

## Taxonomia
Segons la Classificació del Congrés Ornitològic Internacional (versió 13.1, 2023) aquest gènere està format per dues espècies:
- Heteromirafra ruddi - alosa de Rudd.
- Heteromirafra archeri - alosa d'Archer.